# Vegalla (naturreservat)
Vegalla är ett naturreservat i Åtvidabergs kommun i Östergötlands län.
Området är naturskyddat sedan 2003 och är 282 hektar stort. Reservatet omfattar höjder samt flera sjöar och våtmarker kring dessa. Gården Vegalla ligger strax väster om reservatet. Reservatet består av tallskog på höjder och granskog med inslag av asp på lägre delar.